# جرالد شرک
جرالد شرک (انگلیسی: Gerald Schreck؛ زادهٔ ۸ مارس ۱۹۳۹ – ۲ آوریل ۲۰۲۲) قایقران قایق بادبانی اهل ایالات متحده آمریکا بود.
وی در مسابقات کشوری و بین‌المللی در مجموع برندهٔ ۱ مدال طلا شده بود.